# عصفور الصنوبر
عصفور الصنوبر (الاسم العلمي: Peucaea)، جنس طير من فصيلة عصافير العالم الجديد.